# گرد زیمرمن (بازیکن فوتبال)
گرد زیمرمن (انگلیسی: Gerd Zimmermann; زادهٔ ۲۶ سپتامبر ۱۹۴۹ – ۶ آوریل ۲۰۲۲) بازیکن فوتبال اهل آلمان بود.
از باشگاه‌هایی که در آن بازی کرده‌است می‌توان به باشگاه فوتبال اس‌سی فورتونا کلن، باشگاه فوتبال بروسیا مونشن‌گلادباخ، و باشگاه فوتبال فورتونا دوسلدورف اشاره کرد.